# Neoclemensia
Neoclemensia là một chi thực vật có hoa trong họ, Orchidaceae.